# Karmijn de Sonnaville

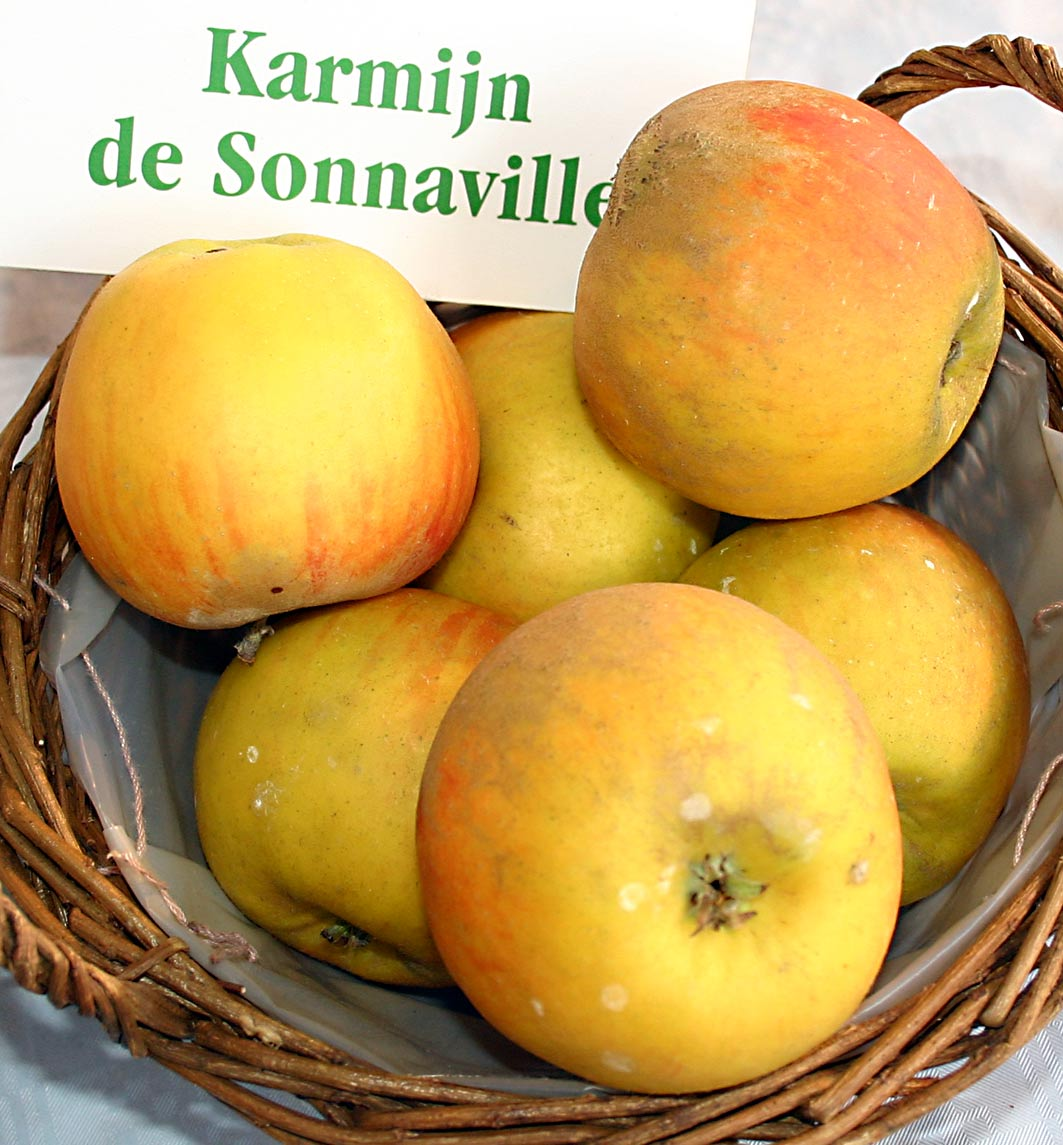
Karmijn de Sonnaville, syn: Karmine

Karmijn de Sonnaville est un cultivar de pommier domestique.

## Synonyme
- Karmine

## Description du fruit
- Usage: principalement la production de jus de pomme.
- Aspect: peu attractif car le fruit se crevasse.
- Epicarpe: jaune-vert brossé de rouge carmin.
- Chair: jaunâtre, granulométrie fine, juteuse, aromatique.
- Calibre: hétérogène.

## Origine
- Obtenteur: Piet de Sonnaville, Institut universitaire de Wageningen, Pays-Bas.
- Création: 1949.
- Distribution: 1971.

## Parenté
- Ascendance: La pomme Karmijn de Sonnaville résulte du croisement Cox's Orange Pippin × Jonathan[1].

## Pollinisation
- Variété triploïde[2], auto-stérile
- Groupe de floraison: D (mi-tardive).
- S-génotype: S5S7S9.
- Pollinisateurs: Discovery, Ecolette, Reine des Reinettes, Golden Delicious, ...

## Maladies
Susceptible à la tavelure, au chancre, au feu bactérien, à l'oïdium, au pourridié.

## Culture
- Fructification: type spur.
- Vigueur du cultivar: forte (T3)[3].
- Récolte: fin septembre / début octobre.
- Conservation: 1 à 2 mois.
- Porte-greffe: M9, M26 ou MM106 selon la hauteur souhaitée.
- Zones de rusticité: 6 à 9; apprécie le climat continental d'Amérique du Nord.